# Communauté de communes de la Tournette
La communauté de communes de la Tournette est une ancienne communauté de communes française du département de la Haute-Savoie. Le 1er janvier 2017, elle a laissé place au Grand Annecy.

## Histoire
Le 1er janvier 2017 sera la date à laquelle la communauté de communes de la Tournette fusionne avec la communauté de l'agglomération d'Annecy, communauté de communes du pays d'Alby-sur-Chéran, la communauté de communes du pays de la Fillière et la communauté de communes de la rive gauche du lac d'Annecy, pour former le Grand Annecy.

## Composition
La communauté de communes, groupe quatre communes.
| Nom                       | Code Insee | Gentilé                  | Superficie (km2) | Population (dernière pop. légale) | Densité (hab./km2) |
| ------------------------- | ---------- | ------------------------ | ---------------- | --------------------------------- | ------------------ |
| Talloires-Montmin (siège) | 74275      | Talloiro-Montminois      | 36,98            | 2 041 (2014)                      | 55                 |
| Bluffy                    | 74036      | Bluffatys ou Bluffétiens | 3,74             | 390 (2014)                        | 104                |
| Menthon-Saint-Bernard     | 74176      | Menthonnais              | 4,51             | 1 898 (2014)                      | 421                |
| Veyrier-du-Lac            | 74299      | Veyrolains               | 8,21             | 2 371 (2014)                      | 289                |

Son président-fondateur est le docteur Jean Favrot.
Siège de la communauté de communes : Mairie de Talloires

## Pour approfondir